# Проблема с трибблами
«Пробле́ма с три́бблами» (англ. «The Trouble with Tribbles») — пятнадцатый эпизод второго сезона американского научно-фантастического телесериала «Звёздный путь», впервые показанный на телеканале NBC 29 декабря 1967 года.

## Сюжет
Звёздная дата 4523.3: Звездолёт Федерации «Энтерпрайз» под командованием Джеймса Тиберия Кирка (Уильям Шетнер) прибывает на станцию К7, пославшую сигнал тревоги первой степени. Однако, приблизившись к станции, команда звездолёта не замечает ничего подозрительного. Как оказалось, «Энтерпрайз» был вызван Нильсом Бэррисом (Уильям Шэллерт), заместителем министра Федерации по сельскому хозяйству в квадранте, для охраны зерна квадротритикале — высокопродуктивного четырёхдольного гибрида пшеницы и риса. Культура необходима для стратегически важной планеты Шермана, а Бэррис опасается диверсии клингонов. Кирк возмущён, что его корабль был вызван для такой цели, однако после приказа адмирала Фицпатрика (Эд Реймерс) капитан вынужден согласиться.
Пока корабль находится у станции, команда получает увольнение. В баре лейтенант Ухура (Нишель Николс) встречает космического перекупщика Сирано Джонса (Стэнли Адамс), который дарит ей инопланетного пушистого зверька триббла. Уже на корабле триббл даёт потомство и Ухура дарит маленьких пушистых зверьков членам команды.
На станцию прибывает клингонский корабль под командованием капитана Колота (Уильям Кэмпбелл), люди впускают их, как того требует мирный договор, однако Кирк приставляет к клингонам охрану. Трибблы быстро размножаются по станции и нервно ведут себя в присутствии клингонов. В баре после словесной перепалки между Колотом, Чеховым (Уолтер Кёниг), Скотти (Джеймс Духан) и другими членами экипажей обоих кораблей вспыхивает драка. Бэррис боится вмешательства клингонов в поставки зерна, подозревая перекупщика Джонса в шпионаже на Клингонскую империю.
Доктор Леонард Маккой (Дефорест Келли) и мистер Спок (Леонард Нимой) обеспокоены активным размножением трибблов, способных съесть все съестные запасы на борту звездолёта. Трибблы оказываются даже в технических помещениях корабля, проникая туда через воздуховоды. Осознав это, Кирк срочно отправляется на станцию к складу с квадротритикале, а после открытия люка склада оказывается завален трибблами. Спок и Маккой замечают, что часть трибблов со склада мертва, а другая близка к смерти. Вероятно, зерно было отравлено.
В случившемся Бэррис винит Кирка, а клингонский капитан Колот требует извинений у Кирка за неподобающее отношение к его команде. В этот момент в помещение входит Арне Дарвин (Чарли Брилл), помощник Бэрриса. При его появлении трибблы начинают беспокойно себя вести и присутствующие догадываются, что Дарвин тот самый клингонский шпион, отравивший зерно на складе. Его берут под стражу, а остальных клингонов в ультимативной форме просят покинуть сектор.
В наказание за перевозку опасных форм жизни Сирано Джонс будет вынужден очищать от них станцию, что займёт более 17 лет по подсчётам Спока. Прежде чем корабль клингонов набрал достаточную скорость, инженер Скотти с помощью транспортатора отправил всех трибблов в их машинное отделение. Серия заканчивается одобрительным смехом команды на капитанском мостике.

## Создание

### Сценарий

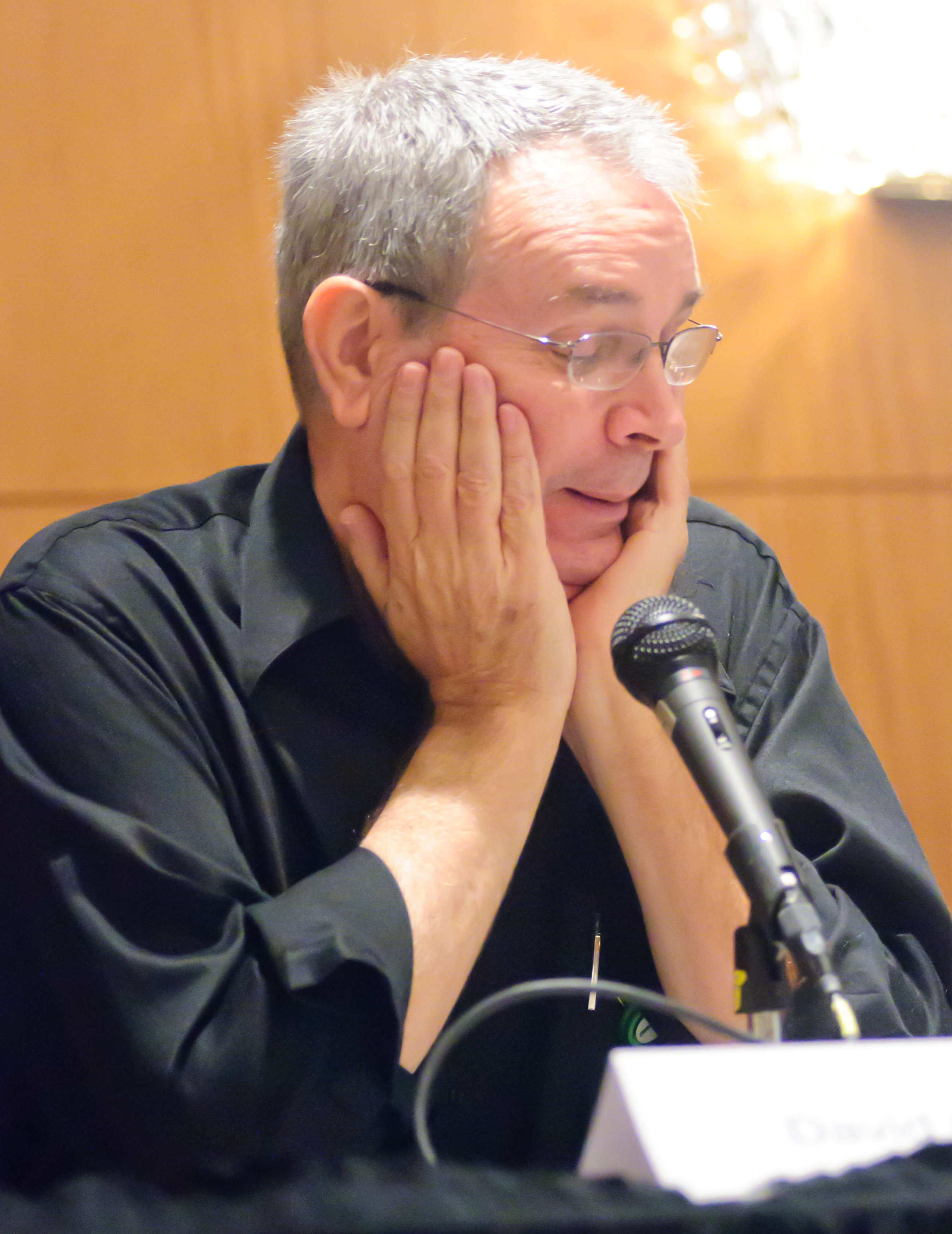
Дэвид Герролд в 2010 году

Писатель Дэвид Герролд с детства увлекался научной фантастикой. При первом показе «Звёздного пути» Герролда беспокоило то, что сериал может превратиться в нечто похожее на «Затерянных в космосе», который он назвал «одним цветным часом мусора, достигающим миллионов домов». Первый набросок сюжета Герролда был отправлен в «Звёздный путь» после того, как его агент предположил, что создатели телесериала могут сделать выбор в пользу лучшего присланного сценария, чем уже написанные для эпизодов. История под заголовком «Tomorrow is Yesterday» рассказывала о встрече «Энтерпрайза» с кораблём поколений, в котором появилась классовая система. Его агент получил письмо с отказом от продюсера Джина Л. Куна от 3 октября 1966 года. В письме говорилось, что «набросок нельзя назвать ненадлежащим. На самом деле он очень адекватный». Далее он писал, что для воплощения идеи в сериале потребуется бюджет, недоступный телевидению, но соответствующий полнометражному фильму. Кун предложил Герролду встретиться и объяснить, что они ищут, потому что тогда они не покупали сценарии.
Кун предложил Герролду подождать до следующего февраля в надежде, что «Звёздный путь» будет продлён на второй сезон. Также они обсудили несколько идей для сценария, включая историю о маленьких пушистых существах, размножающихся слишком быстро. Кун посчитал эту идею милой, но слишком дорогой из-за затрат на изготовление реквизита. При подготовке ко второму сезону к январю Герролд написал пять сюжетов. Автор возлагал большие надежды на два из них: «Бенди» (англ. Bandi) и «Затяжной человек» (англ. The Protracted Man), но решил представить свой пятый рассказ, несмотря на то, что ранее Кун отверг эту идею. Он назывался «Пушистики» (англ. The Fuzzies). Идея была основана на ввозе кроликов в Австралию в 1859 году, которые начали размножаться с огромной скоростью.
В первоначальной версии сценария действие сюжета разворачивалось на космической станции во избежание экологического ущерба, который существа могли бы причинить планете. Однако агент Герролда сомневался, что бюджет гипотетического эпизода позволит создать миниатюрную модель станции и производство окажется очень дорогим для одного эпизода. Из-за доводов агента Герролду пришлось изменить место действия, перенеся его в колонию на планете. Этот вариант включал заговор, отравление зернохранилища, в той версии клингонам удалось уйти безнаказанными, а Сирано Джонс был назван Сирано Смит. Все пять вариантов сценариев были представлены агентом Герролда в феврале 1967 года, ответ был получен в июне. К тому моменту сериал уже обзавёлся достаточным количеством сценариев для второго сезона, однако от редактора Д. К. Фонтаны поступило предложение купить сценарий для сериала, так как он смотрелся выигрышнее некоторых других уже готовых сценариев.
Джин Кун и помощник продюсера Роберт Джастман после прочтения сценария про пушистых существ дали обратную связь и указали на несколько пробелов, таких как необходимость задействования в сюжете команды для разоблачения шпиона. В следующем варианте сценария Дарвина разоблачает Сирано Джонс, что, по мнению Куна, было «недостаточно резким». После этого Герролд отредактировал сценарий, добавив трибблам аллергию на клингонов. Герролд согласился с Куном, что такой ход довольно избит, но Кун посчитал, что они идут в верном направлении. Написание новой версии сценария заняло ещё неделю.

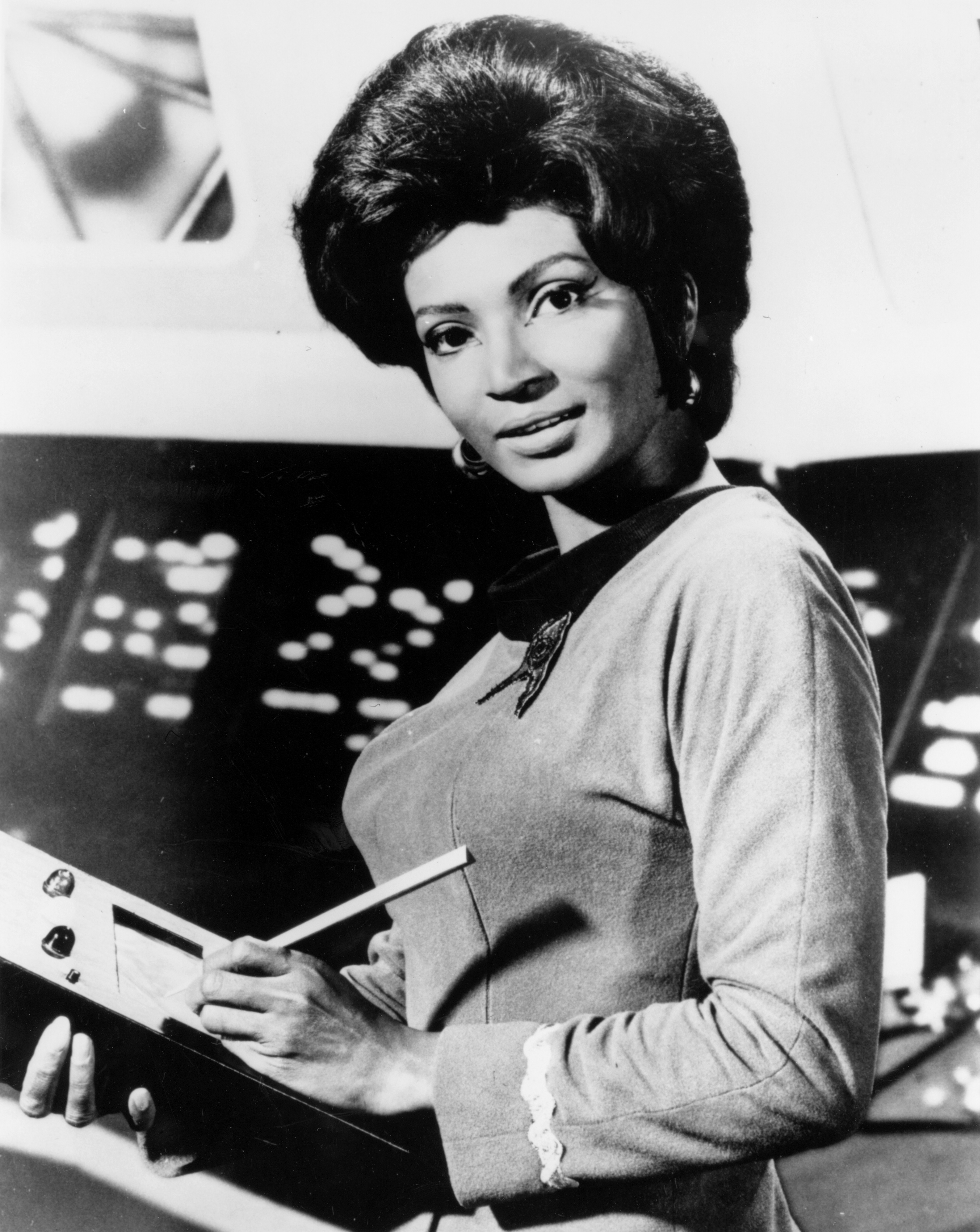
Нишель Николс заявила, что никогда не видела, чтобы сценарий так сильно изменялся, оставаясь прежним

Во время посещения съёмочной площадки, Герролда пригласили в кабинет Куна, где у них состоялся разговор. Речь зашла о том, как назвать пушистиков (англ. fuzzies), поскольку юридический отдел был обеспокоен сходством названия с персонажем романа 1962 года «Маленький пушистик» американского писателя-фантаста Г. Бима Пайпера. Герролдом было придумано множество альтернативных названий пушистых существ. Методом исключения было оставлено название «триббл». Куну не понравилось название, но просмотрев альтернативные варианты, он согласился на «трибблов». 17 июля сценарий с правками назывался «You Think You’ve Got Tribbles…?» (рус. «Ты думаешь, что у тебя есть триббл…?»). Несмотря на то, что Куну не нравилось название пушистых зверьков, сценарий был куплен. Сценарий Герролда соответствовал стандартному объёму для эпизода сериала, но после печати для распространения на ротаторе получилось 80 страниц вместо 60. Это произошло из-за того, что Герролд не использовал пишущую машинку с шагом 12 пунктов, принятый стандарт в индустрии кино и телевидения. По этой причине сценарий необходимо было сократить примерно на 20 страниц.
В числе вырезанных из сюжета сцен было преследование «Энтерпрайзом» корабля Джонса, приведшее к сцене в зернохранилище с падающими из бункера на Кирка трибблами. По мнению автора сценария этот принудительный процесс редактирования усилил историю и создал лучшую серию гегов. Нишель Николс призналась Герролду, что никогда не видела, чтобы сценарий так сильно изменялся, оставаясь таким же.
От предложенного названия «Ты думаешь, что у тебя есть триббл…?» пришлось отказаться после того, как был обнаружен рассказ Шульмана с похожим названием «Вы думаете, что у вас есть проблемы?» (англ. «You Think You've Got Troubles?») (на котором был основан эпизод «Dig, Dig, Dig» третьего сезона телесериала «Успех Доби Гиллис»). Была вероятность нарушить право интеллектуальной собственности. Эпизод получил своё окончательное название «Проблема с трибблами» (англ. «The Trouble with Tribbles»). Участие Куна в создании сценария с точки зрения предложений и правок было таково, что Герролд посчитал нужным признать за Куном соавторство.
Продюсерам настолько понравился окончательный сценарий, что позже Герролду было предложено переписать сценарий для эпизода «Я, Мадд» за авторством Стивена Кендела. Герролд согласился, но отказался от упоминания в титрах, уступив Кенделу, создателю антагониста Гарри Мадда. Герролд работал над сценарием «Я, Мадд», ещё до начала съёмок «Проблемы с трибблами». В одно утро он получил копию своего сценария о трибблах на подпись для Роберта Хайнлайна. Консультанты предупредили Герролда, что триббл напоминает марсианских плоских котов в романе Хайнлайна «Космическое семейство Стоун», опубликованном в 1952 году, и предложили приобрести права на роман. Герролд был обеспокоен тем, что мог ненамеренно сплагиатить роман, прочитанный 15 лет назад. Джин Кун позвонил Хайнлайну, который, по словам Герролда, лишь попросил подписанную копию сценария. После показа эпизода по NBC Хайнлайн отправил записку Герролду с благодарностью за сценарий.
Воспоминания Хайнлайна расходятся с этой версией. В его официальной биографии говорится, что Джин Кун попросил писателя отказаться от претензий на сходство трибблов с его плоскими кошками, поскольку только что прошёл через одно дело о плагиате и не хотел втягивать себя в другое. После прочтения сценария у Хайнлайна были опасения, но он согласился, хотя позже сожалел об этом, увидев какую популярность приобрели трибблы.

### Кастинг
Актёр Уильям Кэмпбелл ранее сыграл роль Сквайра Трилэйна в эпизоде «Готосский Сквайр» первого сезона. В «Проблеме с трибблами» ему досталась роль клингонского капитана Колота. Хотя Колот вернулся в анимационном сериале, Кэмпбелл не озвучивал персонажа. В 1994 году актёр вернулся в роли Колота в эпизоде «Кровная клятва» телесериала «Звёздный путь: Глубокий космос 9».
К кастингу Уильям Шэллерт только закончил съёмки в ситкоме ABC «Шоу Пэтти Дьюк». Не являясь поклонником научной фантастики, актёр воспринимал роль Нильса Бэрриса как роль «довольно душного бюрократа» и не самого привлекательного персонажа. Позже актёр получил роль баджорского музыканта Варани в эпизоде «Убежище» телесериала «Звёздный путь: Глубокий космос 9».
Уит Бисселл, сыгравший управляющего станцией Лурри, был более известен по главной роли генерала-лейтенанта Хейвуда Кирка в научно-фантастическом телесериале ABC «Туннель времени». Майкл Патаки, сыгравший клингонца Коракса, исполнил роль Карнаса в эпизоде «Too Short a Season» первого сезона «Следующего поколения». Клингонского агента Арне Дарвина сыграл Чарли Брилл. Гай Рэймонд сыграл роль бармена, Пол Баксли — энсина Фримена.

### Съёмки
Использование животных на съёмках в качестве трибблов было изначально исключено. По словам Герролда, формой триббла он вдохновился благодаря пушистому брелоку Холли Шерман, в честь которой позже назвал планету (англ. Sherman's Planet), фигурирующую в сценарии. Дизайн трибблов разработал Чанг, Ва Мин, а сшиты они были Жаклин Кумере. Она получила 350 долларов за изготовление пятисот набитых поролоном трибблов из синтетического меха. Шесть подвижных трибблов были сделаны с использованием механизмов ходячих игрушечных собак, благодаря громким шумам которых диалоги пришлось переозвучивать. Другие трибблы были сделаны Джимом Раггом из бобовых мешочков для сцен, когда трибблу было необходимо сидеть на человеке или предмете, а «дышащие» модели были изготовлены с применением медицинских шаров. В 1992 году некоторые из трибблов были выставлены в Смитсоновском Национальном музее воздухоплавания и астронавтики в Вашингтоне, округ Колумбия. В 2006 году трибблы были частью лота, продававшегося на аукционе Кристис. Из-за качества синтетического меха 1960-х годов, сохранилось относительно мало трибблов, у которых мех не выпал. В 2003 году на аукционе был продан оригинальный триббл за 1000 долларов.

## Отзывы
В 2016 году The Hollywood Reporter поставил эпизод на 15-е место среди ста лучших телевизионных эпизодов всех телевизионных франшиз «Звёздный путь», включая живые выступления и мультсериалы, но не считая фильмы.

## Награды
В 1968 году эпизод был номинирован на престижную научно-фантастическую премию «Хьюго» в номинации за лучшую постановку. Примечательно, что в том году все номинанты в данной номинации были эпизодами «Звёздного пути». Лауреатом премии стал эпизод «Город на краю вечности», а «Проблема с трибблами» по числу голосов занял второе место. Помимо них на премию номинировались эпизоды «Время ярости», «Зеркало, зеркало» и «Машина Судного дня».

## Наследие
Трибблы неоднократно появлялись в эпизодах телесериалов и полнометражных фильмов по вселенной «Звёздного пути». Среди прочего трибблам уделяется достаточное внимание в фильме «Звёздный путь 3: В поисках Спока» и картинах Дж. Дж. Абрамса «Звёздный путь» и «Стартрек: Возмездие», а также полностью посвящена одна из серий анимационного сериала. Во время посещения съёмочной площадки Герролдом, Абрамс рассказал ему, что они «подложили триббла», обрадовав Герролда. В фильме 2009 года триббл сидит в клетке у Скотта в сцене, когда его находят Кирк и Спок. Кроме того, триббл появляется в 4 серии первого сезона в сериале «Звёздный путь: Дискавери» в кабинете капитана Лорки. В эпизод «Проблема с трибблами» попадают герои эпизода «Испытание трибблами» из сериала «Звёздный путь: Глубокий космос 9».
Бесконтрольное размножение трибблов есть в некоторых версиях компьютерной игры Elite. Трибблы пародируются в квесте Space Quest V: The Next Mutation.